# West Dunbartonshire
A Área de Conselho (ou Council Area) de West Dunbartonshire (em gaélico escocês, Siorrachd Dhùn Breatainn an Iar), é uma das 32 novas subdivisões administrativas da Escócia e faz fronteira: com Stirling a norte, East Dunbartonshire a leste, Glasgow a sudeste, Renfrewshire a sul e Argyll and Bute a oeste.
A área atual, criada em 1 de abril de 1996, era a área dos antigos distritos de Clydebank e Dumbarton (menos Helensburgh) da antiga região de Strathclyde. Assim, na criação desta council area o seu nome ficou Dumbarton and Clydebank. Porém, os representantes políticos resolveram mudar o nome para West Dunbartonshire 
Sua área é composta basicamente de três partes: as cidades de Dumbarton e Clydebank e o distrito Vale of Leven.
West Dunbartonshire é administrada de Dumbarton, embora sua maior cidade seja Clydebank.

## Cidades e aldeias
- Alexandria
- Balloch
- Bonhill
- Bowling
- Clydebank
- Dalmuir
- Drumry
- Dumbarton
- Duntocher
- Hardgate
- Jamestown
- Milton
- Old Kilpatrick
- Renton
- Faifley
- Townend

## Lugares de interesse
- Ponte de Erskine
- Castelo de Dumbarton
- Ilhas Inchmurrin
- Lago Lomond